# Arjun Appadurai
Arjun Appadurai (Bombai, Índia, 1949) és un antropòleg indi, Catedràtic de Mitjans, Cultura i Comunicació de la Universitat de Nova York. Al llarg de la seva extensa carrera acadèmica ha ensenyat i investigat a les universitats de Yale, Chicago, Pennsilvània i The New School for Social Research, i ha viatjat com a professor visitant a universitats d'arreu del món, com l'École des Hautes Études en Sciences Sociales de París. Actualment, a més de la seva càtedra a la Universitat de Nova York, té càrrecs honorífics a Yale i a The New School for Social Research. És un intel·lectual de referència en la reflexió sobre la globalització i els seus efectes socials i culturals. Les seves publicacions en aquest àmbit han marcat un punt d'inflexió en el coneixement de les transformacions de les societats en la modernitat avançada. Destaquen els seus llibres La modernidad desbordada. Dimensiones culturales de la globalización (Fondo de Cultura Económica, 2001) i El rechazo de las minorías. Ensayo sobre la geografía de la furia (Tusquets, 2007). És president de “PUKAR” (Partners for Urban Knowledge, Action, and Research), un col·lectiu d'investigadors independents radicat a Bombai que pretén fer dels seus estudis sobre urbanització i globalització una eina de transformació i intervenció social.